# TT220
TT220 (Theban Tomb 220) è la sigla che identifica una delle Tombe dei Nobili ubicate nell'area della cosiddetta Necropoli Tebana, sulla sponda occidentale del Nilo dinanzi alla città di Luxor, in Egitto. Destinata a sepolture di nobili e funzionari connessi alle case regnanti, specie del Nuovo Regno, l'area venne sfruttata, come necropoli, fin dall'Antico Regno e, successivamente, sino al periodo Saitico (con la XXVI dinastia) e Tolemaico.

## Titolare
TT220 era la tomba di:
| Titolare  | Titolo                                       | Necropoli      | Dinastia/Periodo | Note                                  |
| --------- | -------------------------------------------- | -------------- | ---------------- | ------------------------------------- |
| Khaemteri | Servo del Luogo della Verità a ovest di Tebe | Deir el-Medina | XIX-XX dinastia  | a nord della TT1; tre tombe collegate |

## Biografia
Khaemteri, fu figlio di Amennakht, titolare della TT218, e Iymway.	Nebmaat (TT219) fu suo fratello. La moglie si chiamava Nefert(em)satet; dai rilievi non è possibile appurare se la coppia avesse figli.

## La tomba
La tomba TT220 fa parte di un complesso unico con le adiacenti TT218 e TT219 rispettivamente del padre Amennakht e del fratello Nebmaat. Si tratta di tre distinte cappelle esterne cui fa riscontro un unico appartamento funerario sotterraneo cui si accede da un pozzo che si trova nel cortile antistante le tre sepolture, e segnatamente a breve distanza dall'ingresso delle TT218.
Nella cappella superiore (1 nero in planimetria) solo uno schizzo di Osiride seduto; sulla parete di fondo una stele (2), non più esistente, a destra della quale si trova uno schizzo del dio Ptah. La cappella è sovrastata dai resti di una piramide.
Dal cortile antistante si accede, tramite un pozzo all'appartamento funerario sotterraneo che presenta ancora una parte comune (numerazione in rosso in planimetria) con una prima anticamera da cui si accede a una seconda anticamera che consente l'accesso alle tre camere funerarie connesse alle tombe TT218 (numerazione in rosso), TT219 (numerazione in blu) e TT220 (numerazione in nero). Nella rampa di scale che dà accesso alla prima anticamera (4 rosso) resti della barca di Ra adorata dal defunto (Amennakht) rappresentato inginocchiato ad entrambi i lati con due Anubi/sciacallo; su due registri (5 rosso) la barca di Ra con Hathor e alcuni babbuini in adorazione; parenti trainano il sarcofago seguiti da preti di Ra; (6 rosso) il defunto con un inno a Ra. Nella prima anticamera, (7 rosso) il defunto accucciato sotto una palma beve da un laghetto mentre la moglie è in adorazione degli dei riportati nella scena della parete dell'adiacente parete (9) Thot, Geb, Horus, Nut, Shu, Khepri e il defunto inginocchiato con la famiglia con un inno a Ra; poco discosto, la moglie accucciata sotto una palma beve da un laghetto mentre la figlia (di cui non è indicato il nome) è in adorazione di divinità della scena successiva (8 rosso) Ptah, Thot, Selkis, Neith, Nut, Nephtys e Iside; sono inoltre rappresentati il defunto e la moglie, inginocchiati, con due bambini e un inno a Ra. Sull'architrave della scala che immette nella seconda anticamera (10 rosso), Osiride seduto con la personificazione di un pilastro djed dinanzi alle colline, a un falco e a Nut che abbraccia il disco solare; ai lati il defunto con il figlio Khaemteri (TT220) inginocchiati, e il defunto con il figlio Nebmaat (TT219), tutti in adorazione di Ra.
A destra della seconda anticamera si apre l'accesso alla camera funeraria di Khaemteri costituita da una sola sala rettangolare: (3 nero) resti di testi; poco oltre (4) Anubi/sciacallo sovrasta il defunto, rappresentato come Osiride, e Iside dinanzi a una tavola di cibi e la personificazione di un pilastro djed che versa acqua da anfore. Su altra parete (5) una vacca sacra nei pressi di un laghetto con un falco; segue (6) Anubi/sciacallo sovrasta la mummia del defunto deposta su un catafalco con i vasi canopi e gli strumenti per la Cerimonia di apertura della bocca. Sulla parete più lunga (7), solo i resti della parte inferiore di scene di banchetto funebre.

### Annotazioni
1. ↑  La numerazione dei locali e delle pareti segue quella di Porter e Moss 1927, p. 318.
2. ↑  La prima numerazione delle tombe, dalla numero 1 alla 253, risale al 1913 con l'edizione del "Topographical Catalogue of the Private Tombs of Thebes" di Alan Gardiner e Arthur Weigall. Le tombe erano numerate in ordine di scoperta e non geografico; ugualmente in ordine cronologico di scoperta sono le tombe dalla 253 in poi.
3. ↑  I campi della Duat, ovvero l'aldilà egizio, si trovavano, secondo le credenze, proprio sulla riva occidentale del grande fiume.
4. ↑  Nella sua epoca di utilizzo, l'area era nota come "Quella di fronte al suo Signore" (con riferimento alla riva orientale, dove si trovavano le strutture dei Palazzi di residenza dei re e i templi dei principali dei) o, più semplicemente, "Occidente di Tebe".
5. ↑  le Tombe dei Nobili, benché raggruppate in un'unica area, sono di fatto distribuite su più necropoli distinte.
6. ↑  Le note, sovente di inquadramento topografico della tomba, sono tratte dal "Topographical Catalogue" di Gardiner e Weigall, ed. 1913 e fanno perciò riferimento alla situazione dell'epoca.
7. ↑  Set-Maat = "Luogo della Verità" era uno dei nomi con cui era noto il villaggio operaio di Deir el-Medina. Il villaggio era anche noto come Pa-demi, ovvero, semplicemente, "il villaggio".
8. ↑  Il nome della moglie è ricavato da una statua oggi al Museo di Leida (cat. D.18).
9. ↑  Trattandosi di tre distinte sepolture in planimetria i locali sono stati differenziati con diversi colori dei riferimenti: rosso per la TT218; blu per la TT219 e nero per la TT220.

### Fonti
1. ↑  Gardiner e Weigall 1913.
2. ↑  Donadoni 1999,  p. 115.
3. 1 2  Gardiner e Weigall 1913, p. 36.
4. ↑  Gardiner e Weigall 1913, pp. 36-37.
5. ↑  Gardiner e Weigall 1913, p. 37.
6. ↑  Porter e Moss 1927,  p. 315.
7. ↑  Porter e Moss 1927,  p. 322.